# Бейгельзимер Юлія Емануїлівна
Бейгельзи́мер Ю́лія Емануї́лівна — колишня українська тенісистка професіонал. 
Юлія Бейгельзимер виступала за тенісну збірну України на кубку Федерації. Найвищого рейтингу досягла в вересні 2006 року піднявшись на 83 сходинку. Здобула три титули в парному розряді на турнірах WTA.

## Фінали турнірів WTA

### Пари: 7 (3 титули)
| Результат | №  | Дата            | Турнір                           | Поверхня    | Партнерка           | Супротивниці                           | Рахунок          |
| --------- | -- | --------------- | -------------------------------- | ----------- | ------------------- | -------------------------------------- | ---------------- |
| Поразка   | 1. | 29 липня 2001   | Warsaw Open, Польща              | Ґрунт       | Анастасія Родіонова | Йоаннетт Крюгер Франческа Ск'явоне     | 6–4, 6–0         |
| Перемога  | 1. | 12 жовтня 2003  | Tashkent Open, Узбекистан        | Хард        | Тетяна Пучек        | Лі Тін Сунь Тяньтянь                   | 6–3, 7–6(0)      |
| Перемога  | 2. | 7 липня 2005    | Internazionali di Modena, Італія | Ґрунт       | Мервана Югич-Салкич | Габріела Навратілова Міхаела Паштікова | 6–2, 6–0         |
| Поразка   | 2. | 24 вересня 2006 | Sunfeast Open, Індія             | Хард        | Юліана Федак        | Лізел Губер Саня Мірза                 | 6–4, 6–0         |
| Поразка   | 3. | 15 лютого 2009  | Pattaya Open, Таїланд            | Хард        | Віталія Дяченко     | Тамарін Танасугарн Ярослава Шведова    | 6–3, 6–2         |
| Перемога  | 3. | 13 квітня 2014  | Katowice Open, Польща            | Хард (зала) | Ольга Савчук        | Клара Кукалова Моніка Нікулеску        | 6–4, 5–7, [10–7] |
| Поразка   | 4. | 8 березня 2015  | Malaysian Open, Куала-Лумпур     | Хард        | Ольга Савчук        | Лян Чень Ван Яфань                     | 6–4, 3–6, [4–10] |